# Lisa McMann

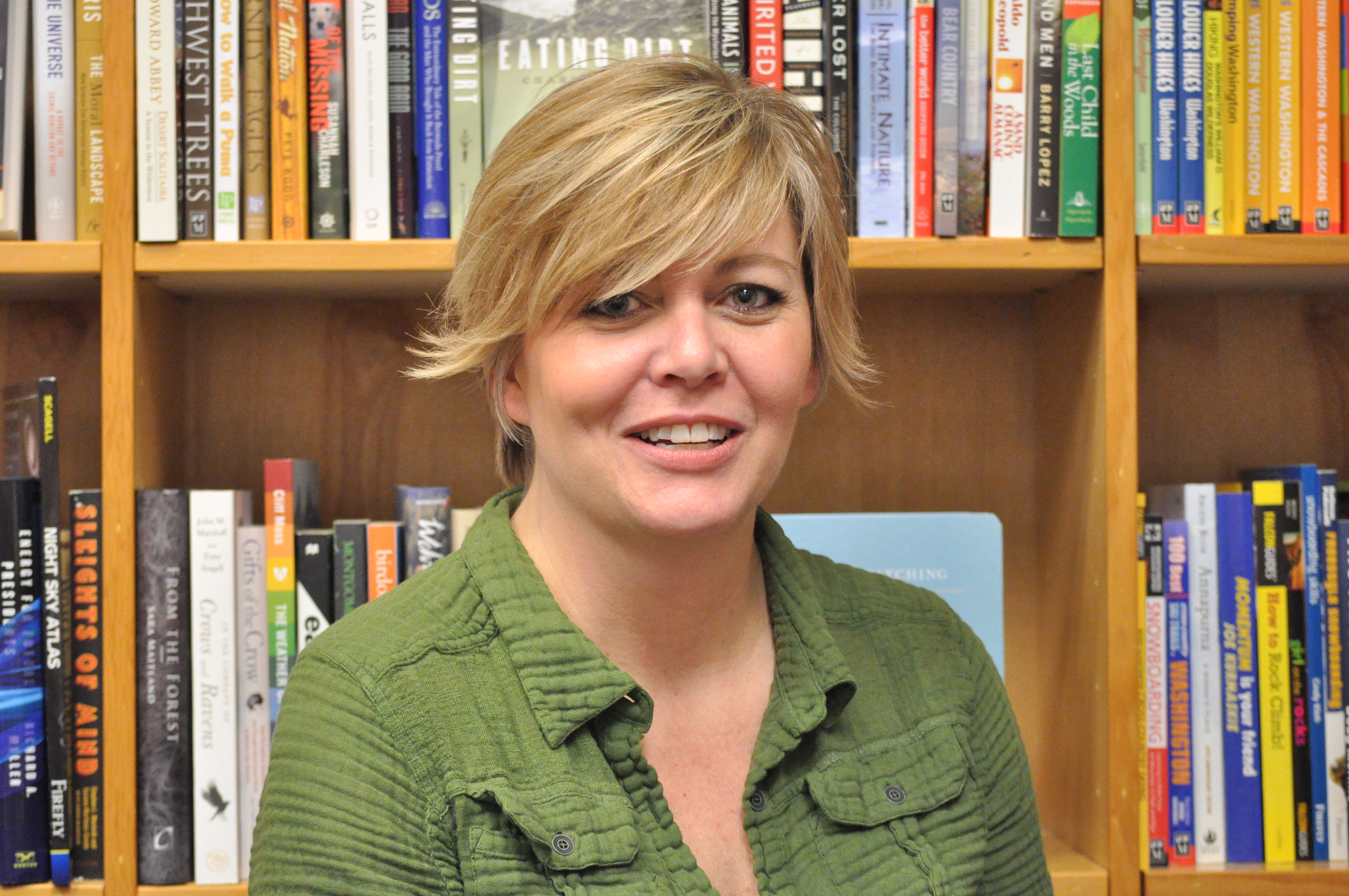
Lisa McMann (2013)

Lisa McMann (* 27. Februar 1968 in Holland, Michigan) ist eine amerikanische Autorin.

## Leben und Karriere
Lisa McMann lebt in der Nähe von Phoenix, Arizona. Ihr erster Roman WAKE – Ich weiß, was du letzte Nacht geträumt hast stieg in die New York Times Bestsellerliste für Kinderbücher ein. Die Fortsetzung FADE, stieg ebenfalls in die New-York-Times-Bestseller-Liste ein und hielt sich dort elf Wochen. Das letzte Buch in der WAKE-Serie wurde im Februar 2010 veröffentlicht und trägt den Titel GONE. Alle drei Bücher wurden im Englischen von Simon & Schuster veröffentlicht. Auf Deutsch erschienen die Bücher im Boje Verlag. McManns viertes Buch, Cryer’s Cross wurde am 8. Februar 2011 bei Simon Pulse veröffentlicht und die gleichnamige deutsche Übersetzung ist am 12. Oktober 2012 erschienen.
McMann, zweifache Mutter, veröffentlichte viele Kurzgeschichten, darunter die kreative non-fiction Geschichte When You’re Ten, welche in Literary Mama veröffentlicht wurde und 2004 die vielfach ausgezeichnete Kurzgeschichte The Day of the Shoes. Ein Jahr später wurde ihre Geschichte Like Waves on Rocks in der Gator Springs Gazette veröffentlicht. McManns Kurzgeschichten sind für Erwachsene geschrieben, während ihre Romane für Jugendliche gedacht sind.
2011 führte McMann ihre neue Buchserie The Unwanteds ein. Es handelt sich um eine dystopische Fantasy-Serie für Kinder und Jugendliche, die auf sieben Bücher ausgelegt ist. Der erste Band erhielt positive Rezensionen und wurde von der amerikanischen Zeitschrift Kirkus Reviews mit dem Satz „Die Tribute von Panem trifft auf Harry Potter“ beschrieben. Die Fortsetzung des Kinderbuchs, The Unwanteds: Island of Silence, erschien am 4. September 2012, während der dritte Teil The Unwanteds: Island of Fire ein Jahr später am 3. September 2013 erschien. Der vierte Teil The Unwanteds: Island of Legends erschien im September 2014 und der fünfte mit dem Titel The Unwanteds: Island of Shipwrecks im Februar 2015. Der sechste Band erschien im Herbst 2015 und der siebte und letzte im Frühjahr 2016. Bisher ist die Serie nicht auf Deutsch veröffentlicht worden.
McMann kündigte im Juni 2012 eine weitere neue Buchserie an, Visions. Der erste Band der Trilogie trägt den Titel Crash und erschien am 8. Januar 2013. Der zweite Teil Bang erschien am 8. Oktober 2013 und der letzte Band Gasp am 3. Juni 2014. Die Serie handelt von Jules, die von Visionen geplagt wird, in denen Menschen ums Leben kommen. Bisher ist die Serie nicht auf Deutsch erschienen.
Eine Spin-off-Serie zu The Unwanteds, die die Geschichte zehn Jahre nach den Ereignissen aus den Büchern weiterführt, wurde 2016 angekündigt. Die Serie trägt den Titel The Unwanteds Quests und der erste Band, Dragon Captives, erschien im Februar 2017. Bisher folgten zwei Fortsetzungen; Dragon Bones im Februar 2018 und Dragon Ghosts im Februar 2019. Auch diese Reihe ist bisher nicht ins Deutsche übersetzt worden.

## Bücher

### Wake Serie
1. WAKE – Ich weiß, was du letzte Nacht geträumt hast. 2009, ISBN 978-3414822338. (Original: WAKE. 2008.)
2. DREAM – Ich weiß, was du letzte Nacht geträumt hast. 2010, ISBN 978-3414822659. (Original: FADE. 2009.)
3. SLEEP – Ich weiß, was du letzte Nacht geträumt hast. 2013, ISBN 978-3843210492. (Original: GONE. 2010.)

### Unwanteds Serie
- The Unwanteds (2011)

Noch nicht auf Deutsch erhältlich
- The Unwanteds: Island of Silence (2012)

Noch nicht auf Deutsch erhältlich
- The Unwanteds: Island of Fire (2013)

Noch nicht auf Deutsch erhältlich
- The Unwanteds: Island of Legends (2014)

Noch nicht auf Deutsch erhältlich
- The Unwanteds: Island of Shipwrecks (2015)

Noch nicht auf Deutsch erhältlich
- The Unwanteds: Island of Graves (2015)

Noch nicht auf Deutsch erhältlich
- The Unwanteds: Island of Dragons (2016)

Noch nicht auf Deutsch erhältlich

### The Unwanteds Quests Serie
- Dragon Captives (2017)

Noch nicht auf Deutsch erhältlich
- Dragon Bones (2018)

Noch nicht auf Deutsch erhältlich
- Dragon Ghosts (2019)

Noch nicht auf Deutsch erhältlich
- Dragon Curse (2019)

Noch nicht auf Deutsch erhältlich
- Dragon Fire (2020)

Noch nicht auf Deutsch erhältlich

### Visions Serie
- Crash (2013)

Noch nicht auf Deutsch erhältlich
- Bang (2013)

Noch nicht auf Deutsch erhältlich
- Gasp (2014)

Noch nicht auf Deutsch erhältlich

### Going Wild Trilogie
- Going Wild (2016)

Noch nicht auf Deutsch erhältlich
- Predator Vs. Prey (2017)

Noch nicht auf Deutsch erhältlich
- Clash of Beasts (2018)

Noch nicht auf Deutsch erhältlich

### Andere Werke
- Cryer’s Cross. 2012, ISBN 978-3833901621. (Original: Cryer’s Cross. 2011.)
- Dear Bully (2011)

Noch nicht auf Deutsch erhältlich
- Dead To You (2012)

Noch nicht auf Deutsch erhältlich

## Preise
- THE DAY OF THE SHOES, 2004, eine Kurzgeschichte, gewann ein "Templeton award" im internationalen "Power of Purpose Contest".
- WAKE – 2008 American Library Association Best Book for Young Adults[7]
- WAKE – 2008 Cybil Award Finalist[8]
- WAKE – 2009 American Library Association Top 10 Quick Picks for Reluctant Young Readers[9]

- WAKE ALA Quick Picks for Reluctant Young Adult Readers (1)
- WAKE Abraham Lincoln Book Award Master List (IL) (1)
- WAKE Gateway Readers Award Nominee (MO) (1)
- WAKE Georgia Peach Book Award Master List (1)
- WAKE IRA Young Adults’ Choices (1)
- WAKE Nevada Young Reader’s Award Nominee (1)
- WAKE Texas Tayshas Reading List (1)
- WAKE YALSA Teens Top Ten (TTT) (1)
- WAKE Young Adult Reading Program Reading List Selection (SD) (1)

## WAKE-Trilogie Übersetzungen
Die WAKE-Trilogie wurde bis jetzt in die folgenden Sprachen übersetzt (Anmerkung: nicht alle Bücher sind in diesen Ländern erhältlich):
- Novo Seculo / Portugiesisch (nur Brasilien)
- Wisdom Distribution Service / Chinesisch (komplex)
- Kelly Kiado / Ungarisch
- Newton Compton / Italienisch
- Circulo de Lectores / Spanisch (nur Book Club)
- Atlin Kitaplar / Türkisch
- Patakis / Griechisch
- PT Gramedia / Indonesisch
- Amarin / Thailändisch
- Boje Verlag / Deutsch
- WYDAWNICTWO Amber / Polnisch
- Everest Editora / Portugiesisch (Portugal)

## Verfilmung
The Hollywood Reporter gab bekannt, dass Paramount und MTV Films Rechte für McManns WAKE-Trilogie gekauft haben. Miley Cyrus soll die Hauptrolle der Janie übernehmen.

## Trivia
- Der zweite und dritte Teil der WAKE-Serie erhielten im Deutschen einen anderen Titel; aus „FADE“ wurde „DREAM“ und aus „GONE“ wurde „SLEEP“, dies führte bei den deutschen Fans zu Verwirrung. Ein Grund für diese Änderung ist nicht bekannt.
- Zu Deutsch bedeutet (sinngemäß der Bücher): WAKE = wach, FADE = verblassen, GONE = gegangen, DREAM = Traum und SLEEP = Schlaf